# Zhejiang Sci-Tech University
Zhejiang Sci-Tech University (ZSTU; "Universidad de Ciencia y Tecnología de Zhejiang"; 浙江理工大学) es una universidad en Xiasha, Hangzhou, Zhejiang, China. ZSTU tiene más de 27.000 estudiantes de tiempo completo y cerca de 1.900 profesores y empleados. Tiene 16 departamentos.

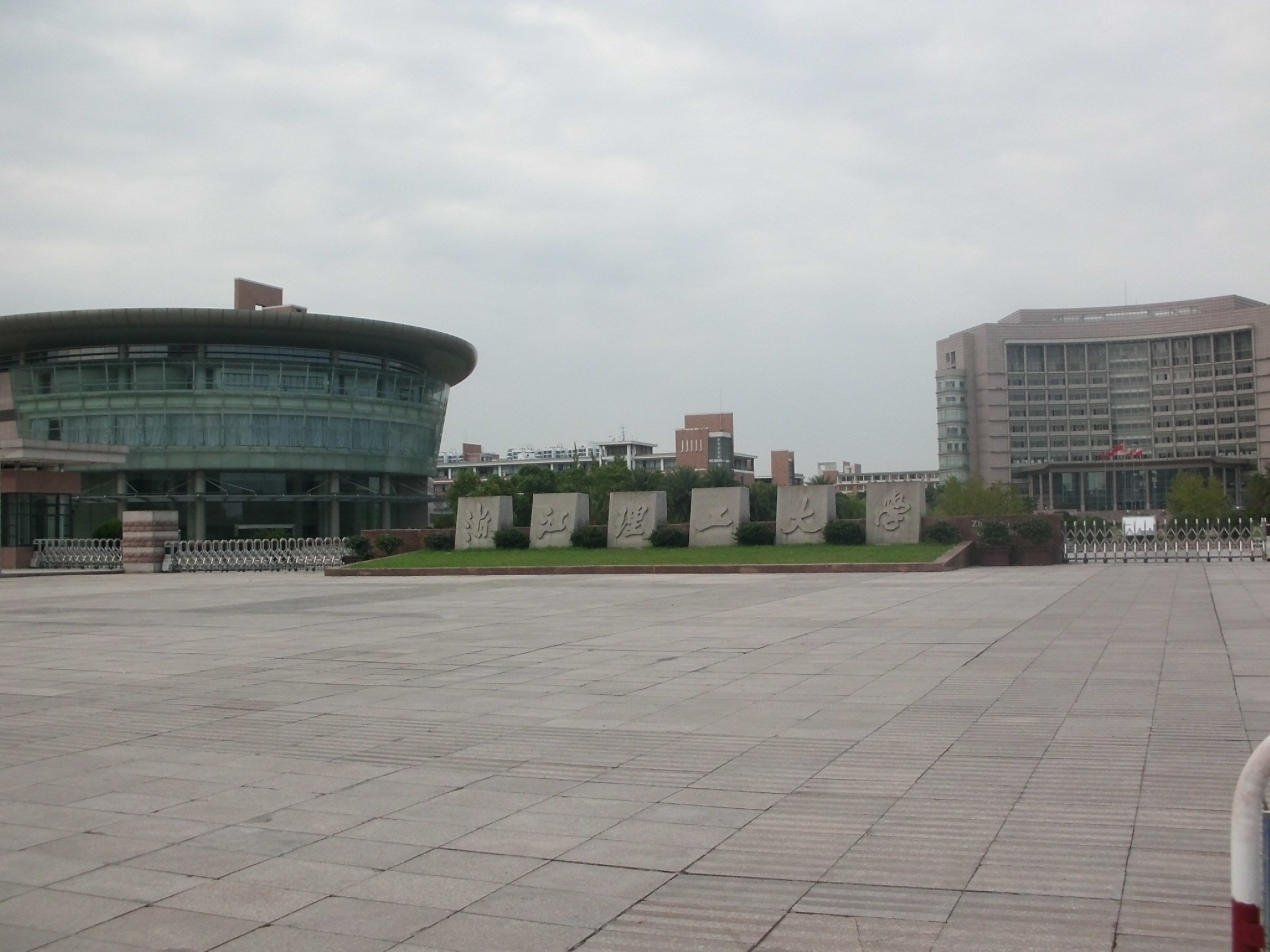
Entrada del sur